# Ulitzka-Landspitze
Ulitzka-Landspitze är en bergstopp i Antarktis. Den ligger i Östantarktis. Nya Zeeland gör anspråk på området. Toppen på Ulitzka-Landspitze är 84 meter över havet.
Terrängen runt Ulitzka-Landspitze är kuperad västerut, men österut är den platt. Trakten är obefolkad. Det finns inga samhällen i närheten.